# Escanaba
Escanaba ist eine Stadt und County Seat des Delta County im US-Bundesstaat Michigan. Escanaba erstreckt sich auf einem Gebiet von 42,8 km² und liegt auf der Oberen Halbinsel (Upper Peninsula) im Norden des Bundesstaates. Mit 12.450 Einwohnern (Stand: Volkszählung 2020) ist sie nach Marquette und Sault Ste. Marie die drittgrößte Stadt auf der Oberen Halbinsel. Sie ist nach dem Escanaba River benannt, der nördlich der Stadt in die Little Bay de Noc des Michigansee mündet. Escanaba besitzt einen der sichersten natürlichen Häfen der oberen Großen Seen, was ihn zu einem beliebten Reiseziel für Nautiker macht. Der Ludington Park am Seeufer ist einer der größten Stadtparks in Michigan.

## Geschichte
Einige behaupten, Escanaba bedeute in der Sprache der regionalen Ureinwohner Land des Roten Bocks. Andere behaupten, es bedeute Flat Rock, flacher Felsen. Im 19. Jahrhundert war Escanaba ein Ojibwa-Dorf. In der Mitte desselben Jahrhunderts wurden Hafenstädte wie Escanaba immer bedeutender für die Union als Versandstelle für Eisenerz, Holz und Kupfer während des Sezessionskrieges. Weil der Schiffsverkehr immer größer wurde, war der Bau eine Leuchtturms erforderlich. Er sollte auch vor Untiefen in der Little Bay de Noc warnen. Der United States Lighthouse Service genehmigte den Bau des Sand-Point-Leuchtturmes zu einem Preis von 11.000 US-Dollar. Die Bauarbeiten begannen im Herbst 1867 und wurden im Frühjahr 1868 abgeschlossen. 1939 wurde der Leuchtturm außer Betrieb gesetzt. 1962 wurde das Bay de Noc Community College eröffnet.

## Wirtschaft und Infrastruktur
Die Verso Corporation betrieb in Escanaba eine Papierfabrik mit einer jährlichen Produktionskapazität von rund 730.000 Tonnen Papier.
Escanaba hat Anschluss an die U.S. Highways 2 und 41 und an die State Routes 35 und 69. Escanaba besitzt mit dem Delta County Airport einen eigenen Flugplatz. Täglich gibt es Flüge nach Minneapolis, St. Paul und Detroit.

## Persönlichkeiten
- John Frederick Luecke (1889–1952), Politiker